# Aeroportul Mello Viana
Aeroportul Mello Viana (IATA: QID, ICAO: SNVI) este un aeroport din Minas Gerais, Brazilia ce deservește zona Três Corações.
Situat la o altitudine de 976 m, aeroportul dispune de 1 pistă.

## Infrastructură

### Piste
Aeroportul dispune de o singură pistă. Pista 4/22 are suprafața de Iarbă și dimensiunile 1.400 m × 40 m. 